# Bernardo de Sá Nogueira de Figueiredo

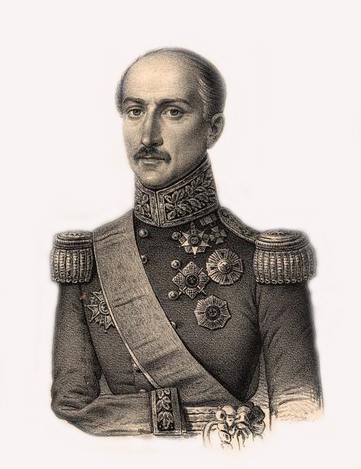
Marquês de Sá da Bandeira

Bernardo de Sá Nogueira de Figueiredo, seit 1833 erster Baron, seit 1834 erster Vicomte und seit 1864 erster Marquês (Markgraf) von Sá da Bandeira (* 26. September 1795 in Santarém; † 6. Januar 1876 in Lissabon), war ein portugiesischer Politiker und Staatsmann und ein bedeutender Führer der setembristischen Bewegung in Portugal. Er war Führer der Historischen Partei; 1867 verließ er mit einer Reihe von Anhängern die Historische Partei und gründete die Reformistische Partei. Sá da Bandeira hatte verschiedene Ministerposten inne und war insgesamt viermal (1836–1837, 1837–1839, 1865 und 1868–1869) portugiesischer Ministerpräsident.

## Leben
Nachdem die Setembristen mit der Septemberrevolution 1836 die Macht übernommen hatten, trat Sá da Bandeira zunächst als Innenminister in die neue setembristische Regierung ein. Bereits kurze Zeit nach der setembristischen Machtübernahme versuchte Königin Maria II. und mit ihr verbündete cartistische Politiker, die Setembristen wieder aus der Regierung zu verdrängen (die sog. Belenzada). Als dieser Versuch scheiterte, musste die Königin schließlich Sá da Bandeira zum Regierungschef ernennen. Zusammen mit Manuel da Silva Passos, der in dieser ersten Regierung Sá da Bandeiras Innen- und Finanzminister war, ging er daran, das Land durch eine Reihe von Reformen zu verändern. Dazu gehört die Abschaffung der Sklaverei auch in die Kolonien (im Mutterland war sie bereits zuvor abgeschafft worden). Gegen die setembristische Regierung kam es zu einigem Widerstand von Seiten der Cartisten, so 1837 zum Aufstand der Marschälle und 1838 zu drei Meutereien des Arsenals in Lissabon, Sá da Bandeira spielte jeweils bei der Niederschlagung dieser Revolten eine herausragende Rolle.
1842 endete die Phase setembristischer Machtausübung durch den Putsch Costa Cabrals, der das Land bis 1846 regierte. Der Aufstand von Maria da Fonte beendete die Herrschaft Costa Cabrals. Königin Maria II. ernannte zwar zunächst eine gemäßigt cartistische Regierung unter dem Herzog von Palmela, der auch Sá da Bandeira angehörte. Als sie dann aber den streng cartistischen Herzog von Saldanha zum Regierungschef ernannte, kam es zu einem Bürgerkrieg. In Porto bildete sich eine setembristische Gegenregierung, der sich Sá da Bandeira anschloss. Der Bürgerkrieg endete 1847 mit einem Sieg der Königin und der Cartisten, auch weil spanische und britische Truppen zu ihren Gunsten in den Konflikt eingriffen. Portugal wurde fortan wieder von den Cartisten regiert.
Erst 1856, nachdem die Königin gestorben war und ihr Sohn Peter V. die Herrschaft angetreten hatte, änderte sich dies. In Portugal hatte sich inzwischen ein stabiles Zweiparteiensystem entwickelt, mit der Regenerationspartei, die sich aus der Bewegung der Cartisten entwickelt hatte, auf der Rechten, und der Historischen Partei, der Erbin der Setembristen, auf der Linken des Parteienspektrums. Sá da Bandeira bekleidete eine herausgehobene Rolle innerhalb der Historischen Partei. Diese war 1856 zum ersten Mal an die Regierung gekommen; an der Spitze der Regierung stand der Herzog von Loulé.
In Portugal entwickelte sich ein oligarchisches parlamentarisches System. Die Politiker sowohl der Regenerations- als auch der Historischen Partei entstammten beide der Klasse des Großbürgertums. Da es sich um eine kleine abgeschlossene Gruppe von Personen handelte, die alle den gleichen Hintergrund hatten, bildete sich ein System der regelmäßigen Rotation in der Regierungsausübung, in der portugiesischen Geschichtsschreibung Rotativismo genannt. Sobald eine Partei dabei nicht mehr in der Lage war, die Regierung auszuüben, gab sie ihr Mandat an den Monarchen zurück, dieser ernannte dann einen Regierungschef aus der Opposition. Erst danach löste der Monarch das Parlament auf, so dass sichergestellt war, dass die gerade zu Regierungsverantwortung gekommene Partei auch eine parlamentarische Mehrheit bekam, was man notfalls durch Manipulation der Wahlen sicherstellte – was nicht schwer war, angesichts der Tatsache, dass sowieso nur ein Prozent der Bevölkerung wahlberechtigt war. Bei diesem System wechselten sich die beiden großen Parteien also in der Regierungsverantwortung ab, wobei man darauf achtete, dass beide ungefähr die gleiche Zeit regierten.
Im Zuge dieser mehr oder weniger regelmäßigen Rotation wurde auch Sá da Bandeira 1865 erneut Regierungschef, kann sich aber nur fünf Monate an der Macht halten. Seinem Nachfolger als Ministerpräsident, Joaquim António de Aguiar, gelang es dann, eine große Koalition aus Regenerationspartei und Historischer Partei zu schmieden, die bis 1868 regierte (sog. goberno da fusão). Sá da Bandeira war gegen diese große Koalition und trat deshalb mit einer Reihe von Getreuen aus der Historischen Partei aus, um seine eigene Partei zu gründen, die Reformistische Partei. Mit ihr wurde Sá da Bandeira 1868 bis 1869 kurz Ministerpräsident.
1870 putschte sich der inzwischen 80-jährige Herzog von Saldanha an die Macht. Sá da Bandeira organisierte den Widerstand, und nach drei Monaten konnte er den Herzog von Saldanha stürzen; Sá da Bandeira übernahm selbst, zum letzten Mal, das Amt des Regierungschefs. Er organisierte Wahlen und übergab das Amt des Regierungschefs an den Wahlsieger, den unabhängigen Kandidaten António José de Ávila, der allerdings der Historischen Partei nahestand.
Sá da Bandeira starb 1876. Damit endete auch die von ihm gegründete Reformistische Partei, die sich kurze Zeit später mit der Historischen Partei zur Progressiven Partei vereinigte.